# Jangseong
Jangseong (coreeană: 장성군) este un oraș din Coreea de Sud.

## Personalități născute aici
- Bang Cheol-yong (cunoscut ca Mir (MBLAQ), n. 1991), rapper.